# یواس‌اس هایاکینس (۱۸۶۲)
یواس‌اس هایاکینس (۱۸۶۲) (به انگلیسی: USS Hyacinth (1862)) یک کشتی بود.